# Neuralink
Neuralink Corporation es una empresa de neurotecnología estadounidense especializada en el desarrollo de interfaces cerebro-computadora, implantables, también conocidos como Brain-Computer Interfaces o tecnología BCI, fundada por Elon Musk . Actualmente se encuentran desarrollando un dispositivo capaz de tratar pacientes que sufran de discapacidades causadas por desórdenes neurológicos mediante estimulación cerebral directa. Y, según declaraciones de Musk, la tecnología desarrollada por Neuralink busca, a la larga, lograr una simbiosis total con la inteligencia artificial. Actualmente se encuentra desarrollando experimentaciones en animales en conjunto con la Universidad de California, Davis

## Descripción general

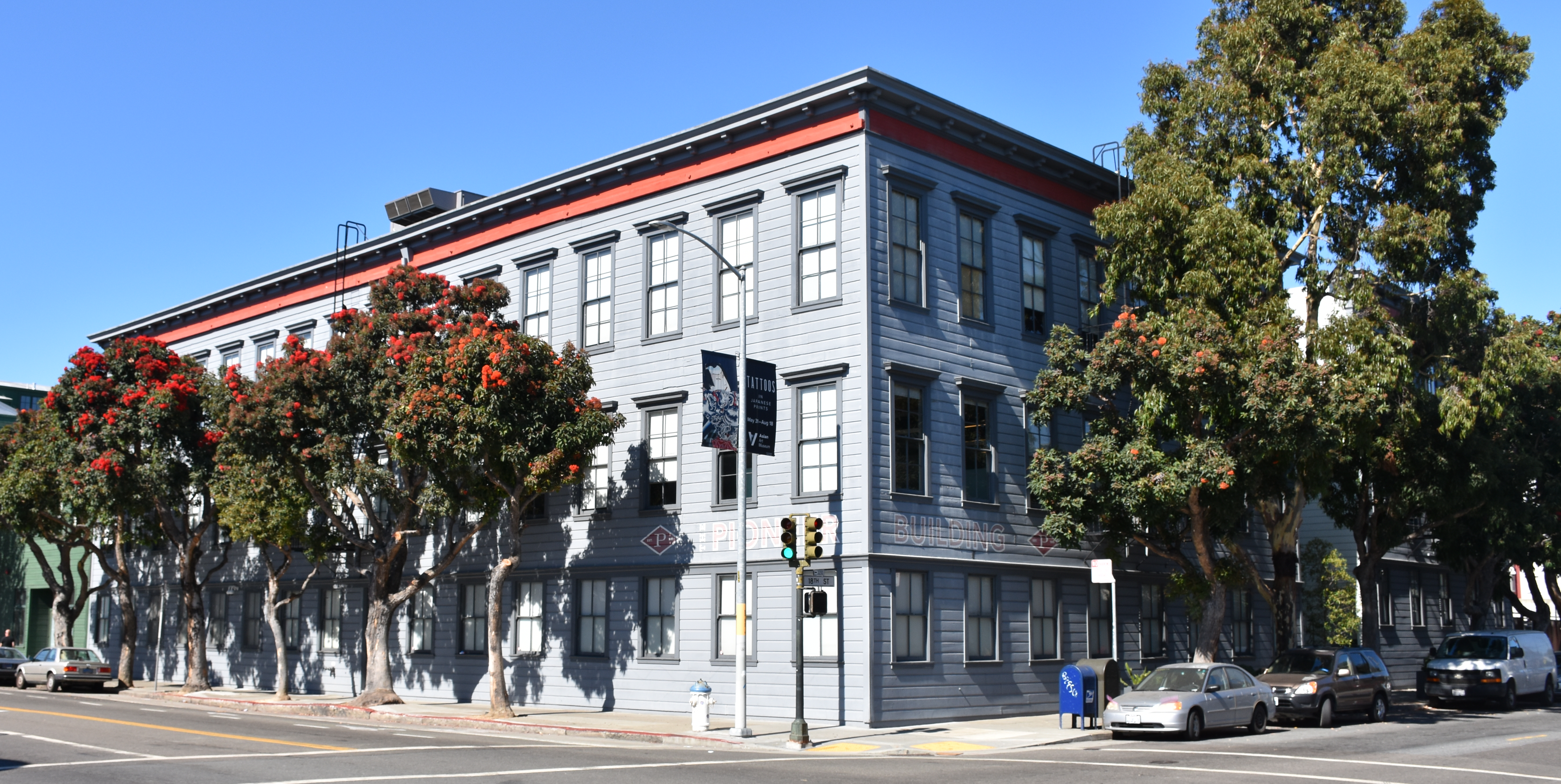
El edificio Pioneer en San Francisco, que alberga las oficinas de Neuralink y OpenAI.

Neuralink fue fundada en 2016 por Elon Musk, Ben Rapoport, Dongjin Seo, Max Hodak, Paul Merolla, Philip Sabes, Tim Gardner, Tim Hanson y Vanessa Tolosa.
En abril de 2017, el blog Wait But Why informó que la compañía tenía como objetivo fabricar dispositivos para tratar enfermedades cerebrales graves a corto plazo, con el objetivo final de la mejora humana, a veces llamado transhumanismo. Musk dijo que su interés en la idea surgió en parte del concepto de ciencia ficción de "cordón neural" en el universo ficticio de The Culture (La Cultura), una serie de 10 novelas de Iain M. Banks.
Musk definió el cordón neural como una "capa digital por encima de la corteza" que no implicaría necesariamente una inserción quirúrgica extensa, sino idealmente un implante a través de una vena o arteria. Musk explicó que el objetivo a largo plazo es lograr "simbiosis con inteligencia artificial", que percibe como una amenaza existencial para la humanidad si no se controla. A partir de 2017, algunas neuroprótesis pueden interpretar señales cerebrales y permitir que las personas discapacitadas controlen sus brazos y piernas protésicos. Musk habló de apuntar a vincular esa tecnología con implantes que, en lugar de activar el movimiento, pueden interactuar a velocidad de banda ancha, con otros tipos de software y dispositivos externos.
A partir de 2020, Neuralink tiene su sede en el Distrito Mission de San Francisco,. compartiendo el antiguo edificio de la fábrica Pioneer con OpenAI, otra empresa cofundada por Musk. Musk era el propietario mayoritario de Neuralink en septiembre de 2018, pero no ocupaba un puesto ejecutivo. El papel de director ejecutivo desempeñado por Jared Birchall, quien también ha sido incluido como director financiero y presidente de Neuralink, y como ejecutivo de varias otras empresas que Musk fundó o cofundó, se ha descrito como formal. La marca comercial "Neuralink" se compró a sus propietarios anteriores en enero de 2017.
Para agosto de 2020, solo dos de los ocho científicos fundadores permanecían en la compañía, según un artículo de Stat News que informó que Neuralink había visto "años de conflicto interno en los que las líneas de tiempo apresuradas han chocado con el ritmo lento e incremental de la ciencia".

## Compañía
Desde su fundación, el equipo de Neuralink se ha caracterizado por su alto grado de discreción a la hora de revelar información, ya que la existencia de la compañía no sería anunciada al público hasta 2017, e información sobre la tecnología que se encontraban desarrollando no sería revelada hasta 2019.
La compañía ha recibido 158 millones de dólares de patrocinio, de los cuales 100 millones han sido invertidos por el propio Musk, y cuenta con 90 empleados.
La marca "Neuralink" fue adquirida de sus dueños anteriores en enero de 2017.

## Miembros
La compañía está conformada por un grupo de expertos en distintas áreas tales como la neurociencia, bioquímica, robótica, matemáticas aplicadas, maquinaria, entre otras. Actualmente está buscando expertos en distintas áreas científicas para conformar su equipo.
Sus miembros fundadores son:
- Elon Musk.
- Max Hodak, presidente de la compañía.[3] Previamente trabajó en el desarrollo de interfaces cerebro-computadora en la Universidad de Duke.[4]
- Matthew McDougall, jefe de Neurocirugía en Neuralink y neurocirujano en el California Pacific Medical Center. Previamente estaba empleado en Stanford donde trabajaba en laboratorios que implantaban y diseñaban interfaces cerebro-computadora.[3]
- Vanessa Tolosa, directora de Interfaces Neurales. Previamente dirigía un equipo de neurotecnología en el Lawrence Livermore National Laboratory que trabajaba con una gran variedad de tecnología sobre prótesis tecnológicas que utilizaban tanto en un ámbito clínico como académico.[3]
- DJ Seo, director del Sistema de Implantaciones. Fue el co-inventor del “neural dust” una tecnología que desarrolló mientras estudiaba en UC Berkeley.[3]
- Philip Sabes, científico senior. Previamente era profesor de Fisiología en UC San Francisco y lideraba un laboratorio que estudiaba cómo el cerebro procesaba señales sensoriales y motoras.[3]
- Tim Gardner, profesor de biología en la Universidad de Boston que han trabajado en la implantación de interfaces cerebro-computadora en aves.[4]
- Ben Rapoport, neurocirujano con un PhD en ingeniería eléctrica y ciencias computacionales de MIT.[4]
- Tim Hanson, investigador en el Berkeley Sensor and Acuator Center.[4]

## Objetivos

### Corto plazo
Neuralink tiene como objetivo a corto plazo crear interfaces cerebro-computadora que puedan tratar distintas enfermedades causadas por desórdenes neurológicos. Dichas interfaces  tienen el potencial de ayudar a personas con una amplitud de desórdenes clínicos. Investigadores han demostrado que, con el uso de estas, pacientes han sido capaces de controlar cursores de computadoras, prótesis robóticas y sintetizadores del habla. Lo que demuestra su potencial uso en el área médica para tratar con pacientes que presenten discapacidades debido a desórdenes neurológicos. Todos aquellos estudios experimentando con interfaces cerebro-computadora han sido realizados utilizando sistemas que no cuentan con más de 256 electrodos.
Neuralink está construyendo un sistema Brain Computer Interface (BCI) completamente integrado. También llamado BMI (Brain-Machine-Interface). La tecnología BCI (Brain Computer Interface) se puede usar para tratar trastornos neurológicos y revelar acerca de las funciones cerebrales. Karageorgos et al. han presentado HALO (Arquitectura de hardware para BCI de baja potencia), una arquitectura para BCI implantables, que permite el tratamiento de trastornos, como la epilepsia. HALO también registra/procesa datos que se pueden utilizar para una mejor comprensión del cerebro.
La epilepsia se caracteriza por ataques epilépticos definidos por ataques incontrolados y excesiva actividad eléctrica de las neuronas. Las señales neuronales son procesados para predecir convulsiones. Cuando un aumento en la excitación cerebral ocurre, el cerebro necesita sinapsis inhibidoras para atenuar y regular la actividad de otras células. Luego, los BCI estimulan eléctricamente neuronas para mitigar la gravedad de las convulsiones. sin embargo, el tiempo entre el inicio de la convulsión y la estimulación debe ser en decenas de milisegundos. Además, se necesita hardware de bajo consumo para una implantación segura y crónica.
Si bien dichos estudios han demostrado que es posible la transferencia de información entre máquinas y el cerebro, el desarrollo de interfaces cerebro-computadora se ha visto limitado debido a la incapacidad que tienen estas de recopilar información de un mayor número de neuronas. Por esa razón, el equipo de Neuralink busca desarrollar un dispositivo capaz de aumentar el orden de magnitud de neuronas de las que se pueda extraer información y estimularlas de forma segura y duradera mediante un procedimiento simple y automatizado. Es decir, recopilar información y estimular selectivamente la mayor cantidad de neuronas posibles a lo largo de varias áreas del cerebro.

### Largo plazo
Como objetivo a largo plazo se espera que las interfaces cerebro-computadora estén disponibles para el público general y se integren como tecnología imprescindible en la vida diaria, similar a la forma en la que, actualmente, tecnologías como los teléfonos móviles u ordenadores portátiles son de uso esencial en el día a día.
Musk ha declarado en múltiples ocasiones su creencia de que la inteligencia artificial representa un riesgo para los seres humanos, debido a la posibilidad de que esta supere en habilidades a la especie humana. Para él, la mejor solución al problema sería, en vez de seguir desarrollando sistemas de AI externos a los seres humanos, lograr una simbiosis total con la inteligencia artificial de modo que pueda ser controlada. Lo que se lograría creando una capa de inteligencia artificial sobre la corteza cerebral, sistema que se está desarrollando con Neuralink.
El interés de Musk por las interfaces cerebro-computadora comenzaría, en parte, debido a la influencia de un concepto de ciencia ficción llamado "Neural Lace" que es parte del universo ficticio descrito en La Cultura, una serie de novelas escritas por Iain Banks.

#### Posibilidades futuras
Acceso al Cerebro.
La gente podría volverse telepática y ser capaz de comunicarse sin palabras por acceder a los pensamientos. Más allá de los pensamientos, las experiencias sensoriales podrían ser comunicadas de humano a humano, como neural postales, donde escuchar, ver y saborear algo podría ser posible. Alternativamente, las experiencias de la vida como disfrutar de una comida o tomar un salto en paracaídas se puede vivir virtualmente y ofrecer sensaciones como si fueran reales. Más creíble, que dentro los próximos 20 años sea posible ser capaz de crear imágenes de lo que la gente está pensando.
El 28 de enero de 2024, Elon Musk anuncia que Neuralink ha instalado con éxito su primer implante cerebral en un ser humano. Este acontecimiento abre nuevos horizontes para el futuro de la neurotecnología.
Memoria Digital.
Los IMC quizás también ofrezcan oportunidades emocionantes para mejorar el cerebro mismo. Invasivo o no invasivo. Los IMC podrían ayudarnos a recordar más y mejor, aprender más rápido, hacer mejores decisiones y resolver problemas sin sesgos, A cambio de tener que pasar por el duro entrenamiento.
Fusionar nuestra inteligencia con la IA.
Actualmente la inteligencia artificial (IA) "es una importante herramienta tecnológica que permite el funcionamiento de muchas interfaces neuronales". Los BMI usan IA para convertir señales neuronales en datos digitales, por ejemplo, para interpretar instrucciones del cerebro para mover un brazo protésico. En el futuro, podría surgir una relación más compleja entre los IMC y la IA. Las computadoras y los cerebros son diferentes, pero podrían percibirse como complementarios. Los humanos tienen capacidad de decisión e inteligencia emocional, mientras que las computadoras tienen la capacidad para procesar una cantidad considerable de datos rápidamente. Es por lo cual, varios expertos en tecnología creen que podrían surgir impactos de beneficio a las personas al vincular la inteligencia humana y la artificial a través de los BMI.

## Tecnología
En 2019, durante una presentación en vivo realizada en la Academia de Ciencias de California, el equipo de Neuralink reveló al público la tecnología del primer prototipo en el que habían estado trabajando. Se trata de un sistema que involucra sondas ultradelgadas que serán insertadas en el cerebro, un robot neuroquirúrgico que realizará las operaciones y un sistema electrónico de alta densidad capaz de procesar la información proveniente de las neuronas.

### Sondas
Según el equipo de Neuralink, el sistema que están desarrollando utilizará sondas biocompatibles que serán insertadas en el cerebro mediante un proceso automatizado realizado por un robot quirúrgico. El objetivo de dichas sondas es localizar señales eléctricas en el cerebro mediante una serie de electrodos conectados a estas. Este experimento ya se ha realizado con un mono, al cual se le dieron habilidades para jugar al pong telepáticamente. Elon Musk desea que este invento sirva de algo en la futura humanidad para comunicarse telepáticamente.  
Las sondas están compuestas mayoritariamente de poliamida y recubiertas en un fino filme de oro, ambos materiales biocompatibles, de modo que las probabilidades de que el cerebro las considere como un cuerpo extraño, y por ende las rechace, disminuyen.     
Cada sonda está compuesta por un área de hilos que contiene electrodos capaces de localizar señales eléctricas en el cerebro, y un área sensorial donde el hilo interactúa con un sistema electrónico que permite la amplificación y adquisición de la señal cerebral. Cada sonda contiene 48 o 96 hilos, cada uno con 32 electrodos independientes; logrando así un sistema de hasta 3072 electrodos por formación.  
La gran cantidad de electrodos que contienen dichas sondas permite la adquisición de señales cerebrales más precisas y en áreas más extensas del cerebro.

### Robot
Estudios involucrando la inserción de sondas en el cerebro han demostrado que, debido a la rigidez de estas, el cuerpo las reconoce como material desconocido y, en consecuencia, genera tejido para deshacerse de estas, lo que, a largo plazo, las vuelve inservibles. Por esa razón, Neuralink anunció que habían desarrollado un robot capaz de insertar, de forma rápida, múltiples sondas flexibles para así minimizar traumatismos que puedan desencadenar una reacción de rechazo.
Dicho robot dispone de una cabeza de inserción con una aguja de 40 μm de diámetro hecha de tungsteno-renio diseñada para engancharse a los lazos de inserción, hechos para transportar e insertar sondas individuales, y para penetrar las meninges y el tejido cerebral.
El robot es capaz de insertar hasta seis sondas (192 electrodos) por minuto.

### Electrónica
Para lograr mayor entendimiento sobre el funcionamiento cerebral, el equipo de Neuralink anunció que había desarrollado un sistema capaz de convertir las señales eléctricas captadas por los electrodos en información representada en código binario.
Dicho sistema, denominado Circuito Integrado de Aplicación Específica (ASIC, por sus siglas en inglés) cuenta con una interfaz de grabación de 1536 canales, 256 amplificadores capaces de ser programados individualmente ("píxeles análogos"), convertidores analógico-digitales dentro del chip ("ADCs") y un control de circuito periférico capaz de serializar la información digitalizada obtenida.

## Recepción
Varios científicos expertos en neurología se han pronunciado sobre la intención de Musk y los miembros de Neuralink de construir una interfaz cerebro-computadora. La respuesta de la comunidad científica ha sido escéptica. 
Mary Lou Jepsen, fundadora de Openwater, una compañía que también trabaja en el área de las interfaces cerebro-computadora con el objetivo de crear un sistema de telepatía, ha expresado preocupación por las reacciones de rechazo que puedan ocasionar las sondas. 
Thomas Oaxley, CEO de Synchron, compañía australiana que también se encuentra desarrollando un sistema para insertar sondas cerebrales que eviten cualquier penetración directa con el tejido cerebral, y por ende, no causen traumatismos, dice que no se deberían esperar resultados efectivos próximamente, ya que la tecnología no es lo suficientemente avanzada como para lograrlo. Sin embargo, considera que debido a que Musk está dispuesto a invertir grandes cantidades de dinero en su compañía, será "emocionante ver lo que vaya a desarrollar".